# Life with Bonnie
Life with Bonnie is een Amerikaanse komedieserie. Hiervan werden 44 afleveringen gemaakt die oorspronkelijk van 17 september 2002 tot en met 9 april 2004 werden uitgezonden op ABC. Life with Bonnie werd zeventien keer genomineerd voor een televisieprijs, zonder er daadwerkelijk een te winnen. Zo werd hoofdrolspeelster Bonnie Hunt in zowel 2003 als 2004 genomineerd voor een Golden Globe, werden David Duchovny en Jonathan Winters in 2003 allebei genomineerd voor een Primetime Emmy Award voor beste gastrol en Hunt in 2004 voor eenzelfde prijs in de categorie beste hoofdrolspeelster.

## Uitgangspunt
Bonnie Molloy presenteert een regionaal praatprogramma en doet daarin haar best een zo positief mogelijk beeld te schetsen van zichzelf als spil van een modelgezin. In realiteit loopt het thuis een stuk minder gesmeerd als ze voor de camera's doet voorkomen. 

## Rolverdeling
*Alleen personages vernoemd die verschijnen in 20 of meer afleveringen
- Bonnie Hunt - Bonnie Molloy
- Mark Derwin - Dr. Mark Molloy, Bonnie's echtgenoot
- Charlie Stewart - Charlie Molloy, Bonnie en Marks zoon
- Holly Wortell - Holly, Bonnie's visagiste
- Chris Barnes - Marv
- Marianne Muellerleile - Gloria, de inwonende huishoudster van de Molloys
- Anthony Russell - Tony Russo
- David Alan Grier - David Bellows, Bonnie's producent
- Frankie Ryan Manriquez - Frankie, Charlies beste vriend
- Samantha Browne-Walters - Samantha Molloy, Bonnie en Marks dochter